# Tkivo
Tkivo je skupek istovrstnih diferenciranih celic, ki so med seboj povezane preko intercelularnih povezav in preko ekstracelularnega matriksa. Celice določenega tkiva posedujejo iste ali podobne funkcije.
S preučevanjem zgradbe tkiv se ukvarja histologija, z bolezenskimi spremembami tkiv pa patohistologija. 
Načeloma lahko vsak del večceličnega organizma, torej vse organe, strukture in druge gradnike rastlin in živali, uvrstimo v določeno tkivo.
Za utemeljitelja histologije velja Marie François Xavier Bichat, ki je odkril številne tipe tkiv človeškega organizma. Klasična metoda histologije je preučevanje fiksiranih in obarvanih tkivnih rezin pod svetlobnim mikroskopom. Novejše tehnike (fluorescenčni in elektronski mikroskop, zamrzovalno lomljenje) in napredki molekularne biologije so odločilno vplivali na spoznanja o zgradbi in funkciji tkiv.

## Živalska tkiva
Pri vseh živalih, zlasti pri človeku in pri ostalih vretenčarjih ter tudi nevretenčarjih kot so žuželke, lahko ločimo štiri osnovne tipe tkiva:
- Krovno tkivo ali epitelij – to tkivo pokriva vse notranje in zunanje površine živalskega organizma.
- Vezivno in oporno – to tkivo je odgovorno za strukturno trdnost, zapolnjuje medprostore ter proizvaja nadalje diferencirana tkiva, na primer kri.
- Mišično tkivo – gradijo jo celice, ki so specializirane za aktivno gibanje ( vsebujejo kontraktilne filamente).
- Živčno tkivo – je sestavljeno iz živčnih celic in gradi možgane, hrbtenjačo ter periferne živce.

## Rastlinska tkiva
- Tvorna tkiva (meristem) sestojijo iz embrionalnih celic, ki so zmožne delitve.
- Osnovna tkiva so rastlinska tkiva, ki nimajo zmožnosti delitve.